# Sherlock Holmes: Crimes & Punishments
Sherlock Holmes: Crimes & Punishments è un'avventura grafica del 2014 sviluppata da Frogwares, facente parte di una serie di videogiochi dedicati al celebre detective creato da Arthur Conan Doyle. Tra i nuovi elementi del gameplay inseriti in questo capitolo è da sottolineare la presenza di scelte morali alla fine di ogni caso, il giocatore si troverà infatti a dover decidere se assolvere o condannare i sospettati dei delitti descritti nel caso in base agli elementi scoperti durante l'investigazione, cosa che influenzerà il resto del gioco.
Il 3 febbraio 2022 è uscito un port per Nintendo Switch.

## Trama
Si tratta del primo gioco Frogwares su Sherlock Holmes a non avere un'unica storia, essendo infatti diviso in diversi casi:
- The Fate of Black Peter: Sherlock Holmes si trova ad investigare sull'omicidio di Peter Carey, conosciuto come Black Peter, un capitano di navi baleniere in pensione incline all'alcolismo che viene trovato impalato con un arpione in una capanna nel suo giardino. Il caso è ispirato al racconto "L'avventura di Black Peter" inserito all'interno della raccolta Il ritorno di Sherlock Holmes del 1905.
- The Riddle on the Rails: Holmes e Watson cercano di risolvere il mistero di un treno scomparso dai binari nella campagna rurale dello Staffordshire. Il caso adatta elementi dal racconto del 1898 "The Lost Special".
- The Blood Bath: Un rinomato archeologo viene trovato morto in una posa rituale all'interno della stanza chiusa per la sauna delle terme romane di Bath durante un incontro con alcuni suoi colleghi.
- The Abbey Grange Affair: Sir Eustace Brackenstall, un aristocratico dal temperamento violento viene ucciso durante quello che sembra una rapina in casa da parte di un trio di malviventi che prendono anche in ostaggio la moglie. Holmes nutre da subito sospetti sulla dichiarazione della giovane moglie dell'uomo. Il caso è ispirato al racconto "L'avventura di Abbey Grange" inserito all'interno della raccolta Il ritorno di Sherlock Holmes del 1905.
- The Kew Gardens Drama: Holmes si ritrova ad investigare sul furto di alcune piante esotiche ai Kew Gardens. Il tutto si trasforma in un caso di omicidio quando si scopre che il direttore dei giardini è morto in circostanze misteriose pochi giorni prima.
- The Half-Moon Affair: Il fratello maggiore di Wiggins, il capo della "banda" di ragazzini di strada che aiutano occasionalmente Sherlock Holmes nelle indagini, viene accusato di omicidio plurimo e Wiggins chiede al detective di salvare suo fratello tratto in arresto da Scotland Yard e presunto innocente dal ragazzo. Una volta risolto anche l'ultimo caso, Watson informa Sherlock Holmes che una nuova vicina si è trasferita nell'appartamento di fronte a loro, anticipando la trama del prossimo gioco Sherlock Holmes: The Devil's Daughter.

## Accoglienza
Le recensioni sono state prevalentemente positive: l'aggregatore di recensioni Metacritic assegna uno score di 73/100 alla versione PS4 basato su 36 recensioni, uno score di 77/100 alla versione PC basato su 32 recensioni, uno score di 77/100 alla versione Nintendo Switch basato su 5 recensioni e uno score di 71/100 alla versione Xbox One basato su 8 recensioni.
La sola versione per PC ha venduto, al 2014, più di 300.000 copie

## Curiosità
Nel corso del gioco, in particolare nelle sequenze d'intermezzo tra uno scenario e l'altro, si potrà notare Sherlock Holmes intento a leggere il romanzo di Fëdor Dostoevskij Delitto e castigo (Crimes & Punishments in inglese, da cui il titolo). Nel finale di gioco Holmes avrà anche una discussione con suo fratello Mycroft Holmes e il suo amico Dottor Watson sul libro stesso.